# Windows-1258
La page de code Windows-1258 (dans le registre IANA des jeux de caractères codés pour l’informatique et les normes Internet, aussi connue comme CP1258) est utilisée dans Microsoft Windows pour représenter les textes en quôc ngu, l’actuelle adaptation de l’écriture latine utilisée pour la langue vietnamienne moderne.
C‘est une variante de la page de code Windows-1252 (ou CP1252, utilisée pour les langues d’Europe occidentale à écriture latine), avec quelques positions modifiées :
- comme la page de code Windows-1252 ou les pages de code de la norme ISO/CEI 8859, elle est compatible avec les pages de code sur 7 bits de la norme ISO 646 (ici dans sa version américaine pour les positions variables, version communément appelée ASCII) dans toutes les positions hexadécimales 00 à 7F (les 8 premières rangées de la table ci-dessous) ;
- comme la page de code Windows-1252, c’est également une variante du jeu de caractères codés ISO/CEI 8859-1 sur 8 bits de la norme ISO/CEI 8859 et utilisée pour les langues occidentales à écriture latine ;
- comme toutes les pages de code sur 8 bits pour Windows basées sur la norme ISO/IEC 8859, elle s’écarte de cette norme pour placer (dans les positions hexadécimales 80 à 9F) des caractères typographiques, des symboles monétaires ou des lettres supplémentaires, à la place du jeu de caractères de contrôle C1 (inutilisés dans Windows) ;
- les 18 positions qui sont modifiées par rapport à la page de code CP1252 sont indiquées dans la table ci-dessous par la bordure en tirets épais des cases :
  - ce sont les 5 signes diacritiques combinants (marques de ton), les 6 lettres latines diacritées (1 consonne et 2 voyelles phonémiques, chacune dans les deux casses) et 1 symbole monétaire nécessaires au vietnamien, présents dans les 4 dernières rangées de la table ci-dessous (ils remplacent des lettres latines diacritées utilisées dans les langues d’Europe centrale ou orientale et précomposées avec le caron ou hacek en chef, ainsi que la lettre latine edh encore utilisée en islandais, mais remplacée ici par la lettre latine d avec barre inscrite),
  - ainsi que 4 caractères supprimés et non remplacées (dans les rangées numéro 8 et 9, correspondant aux extensions de CP1252, par rapport à l’ISO/IEC 8859-1, et dans le cas présent pour 2 autres lettres latines avec caron).

Bizarrement, Microsoft a modifié cette page de code pour y placer le symbole « € » (U+20AC) de l’euro en position 0x80 (comme dans la plupart des pages de codes pour Windows) lors de son introduction en 1999 (alors que l’euro n’est pas officiellement utilisé au Viêt Nam), mais a tout de même placé le symbole monétaire « ₫ » (U+20AB) du dong (localement đồng en vietnamien) en position 0xFE et qui, dans cette page de code, est différent de la lettre latine minuscule d barrée normale « đ » codée en position 0xF0 (l’initiale du nom de la devise en vietnamien, mais non transcrite en exposant souligné comme le symbole monétaire).
| Hex | x0   | x1  | x2  | x3  | x4  | x5  | x6  | x7  | x8  | x9 | xA  | xB  | xC | xD  | xE | xF  |
| --- | ---- | --- | --- | --- | --- | --- | --- | --- | --- | -- | --- | --- | -- | --- | -- | --- |
| 0x  | NUL  | SOH | STX | ETX | EOT | ENQ | ACK | BEL | BS  | HT | LF  | VT  | FF | CR  | SO | SI  |
| 1x  | DLE  | DC1 | DC2 | DC3 | DC4 | NAK | SYN | ETB | CAN | EM | SUB | ESC | FS | GS  | RS | US  |
| 2x  | SP   | !   | "   | #   | $   | %   | &   | '   | (   | )  | *   | +   | ,  | -   | .  | /   |
| 3x  | 0    | 1   | 2   | 3   | 4   | 5   | 6   | 7   | 8   | 9  | :   | ;   | <  | =   | >  | ?   |
| 4x  | @    | A   | B   | C   | D   | E   | F   | G   | H   | I  | J   | K   | L  | M   | N  | O   |
| 5x  | P    | Q   | R   | S   | T   | U   | V   | W   | X   | Y  | Z   | [   | \  | ]   | ^  | _   |
| 6x  | `    | a   | b   | c   | d   | e   | f   | g   | h   | i  | j   | k   | l  | m   | n  | o   |
| 7x  | p    | q   | r   | s   | t   | u   | v   | w   | x   | y  | z   | {   | \| | }   | ~  | DEL |
| 8x  | €    |     | ‚   | ƒ   | „   | …   | †   | ‡   | ˆ   | ‰  |     | ‹   | Œ  |     |    |     |
| 9x  |      | ‘   | ’   | “   | ”   | •   | –   | —   | ˜   | ™  |     | ›   | œ  |     |    | Ÿ   |
| Ax  | NBSP | ¡   | ¢   | £   | ¤   | ¥   | ¦   | §   | ¨   | ©  | ª   | «   | ¬  | SHY | ®  | ¯   |
| Bx  | °    | ±   | ²   | ³   | ´   | µ   | ¶   | ·   | ¸   | ¹  | º   | »   | ¼  | ½   | ¾  | ¿   |
| Cx  | À    | Á   | Â   | Ă   | Ä   | Å   | Æ   | Ç   | È   | É  | Ê   | Ë   | ◌̀  | Í   | Î  | Ï   |
| Dx  | Đ    | Ñ   | ◌̉   | Ó   | Ô   | Ơ   | Ö   | ×   | Ø   | Ù  | Ú   | Û   | Ü  | Ư   | ◌̃  | ß   |
| Ex  | à    | á   | â   | ă   | ä   | å   | æ   | ç   | è   | é  | ê   | ë   | ◌́  | í   | î  | ï   |
| Fx  | đ    | ñ   | ◌̣   | ó   | ô   | ơ   | ö   | ÷   | ø   | ù  | ú   | û   | ü  | ư   | ₫  | ÿ   |

Dans la table ci-dessus, les cases à fond rouge indiquent des positions réservées aux caractères de contrôle, les cases grisées indiquent des positions totalement inutilisés.
Les cases à fond bleu clair indiquent des signes diacritiques combinants (qui doivent être utilisés après une lettre de base) utilisés comme marques de ton en vietnamien (affichées ici en combinaison avec un cercle pointillé et non une lettre) :
- soit après une des 6 voyelles de l’alphabet latin de base (12 en comptant aussi les variantes majuscules),
- soit après une des 6 autres voyelles diacrités de l’alphabet latin qui correspondent à une modification vocalique en vietnamien (12 en comptant aussi les variantes majuscules),
- soit après l‘espace insécable (noté « NBSP » dans le tableau) qui permet d’afficher le diacritique seul sans le lier à une lettre et de traiter l’ensemble comme s’il s’agissait d’une lettre normale.

Les voyelles de base et espaces avec lesquelles ces diacritiques doivent pouvoir être utilisés pour l’écriture du vietnamien sont indiquées dans les cases à fond jaune : elles peuvent aussi être utilisées seules (sans signe diacritique de ton) pour marquer le ton « moyen trainant » (ngang) par défaut du vietnamien, ou pour les textes transcrits sous forme simplifiée sans leur tonalité.
Quelques-unes des combinaisons d’une voyelle phonémique et d’une marque de ton sont aussi disponibles sous forme de caractères précomposés dans cette table, ce sont celles qui correspondent aux principales langues européennes a écriture latine, avec lesquelles le vietnamien est utilisé.
Les cases à fond blanc indiquent les autres caractères utilisables directement en vietnamien, y compris l’espace normale sécable, notée « SP », la ponctuation générale, les signes mathématiques, les dix chiffres latino-arabes, ainsi que les 8 voyelles précomposées (notant à la fois une voyelle phonémique de l’alphabet de base et une marque de ton) parmi les 60 (12 × 5) voyelles possibles (comprenant une marque de ton), chacune de ces voyelles dans les deux casses possibles, ainsi que les 4 symboles précombinés parmi les 5 symboles possibles par les mêmes marques de ton en isolation (car déjà précombinés avec une espace insécable).
Les cases à fond rose clair indiquent des lettres simples ou precomposées, ou des symboles ou signes, non destinés à la transcription classique du vietnamien ou pour lesquels d’autres transcriptions leur sont préférées en vietnamien. Ils sont toutefois parfaitement utilisables dans cette page de code (notamment pour les textes internationaux et les mots importés de langues occidentales tels que les noms propres ou les marques commerciales).